# Фолклор на Канада
Канадският фолклор е традиционен материал, който канадците предават от поколение на поколение: като устна литература или чрез традиции и обичаи.
Фолклорът включва песни, легенди, шеги, рими, поговорки, предания за времето, суеверия и практики като традиционно приготвяне на храна и занаятчийство. Най-големите тела на фолклор в Канада принадлежат на аборигените и френските канадци. Английско канадският фолкор и фолклорът на съвременните имигрантски групи допълват националното фолклорно наследство.